# バジャーリ山脈
バジャーリ山脈（Баджа́льский хребет）は、ロシア連邦ハバロフスク地方の領域内、アムール川とアムグン川の間、ブレヤ山脈の東の山脈。 延長220km、最大標高2157m。清朝時代は哲勒肯と呼ばれていたが、現代中国語では「巴札爾（巴札尔）」と表記する。
火山岩、砂岩、頁岩から構成される中高度の地形。
山裾はカラマツ林、斜面はモミとスプルースを主としたタイガ及び潅木と地衣類のツンドラである。